# Hisseine Djiddo
Djiddo Hisseine Yanta (ur. 3 grudnia 1972 w Ndżamenie) – czadyjski piłkarz grający na pozycji środkowego obrońcy. W swojej karierze rozegrał 11 meczów w reprezentacji Czadu.

## Kariera klubowa
Swoją karierę piłkarską Djiddo rozpoczął w klubie Gazelle FC. W sezonie 1992/1993 zadebiutował w jego barwach w pierwszej lidze czadyjskiej i grał w nim do 1999 roku. WW sezonie 1996/1997 zdobył z nim Puchar Czadu. W latach 1999–2009 grał w Tourbillon FC, w którym zakończył karierę. Wraz z nim wywalczył dwa mistrzostwa Czadu w sezonach 1999/2000 i 2000/2001 oraz zdobył krajowy puchar w 2008 roku.

## Kariera reprezentacyjna
W reprezentacji Czadu Djiddo zadebiutował 23 września 1997 roku w przegranym 1:3 towarzyskim meczu z Libią. Od 1997 do 2003 wystąpił w kadrze narodowej 11 razy.